# WTA Challenger La Bisbal d’Empordà
Das WTA Challenger La Bisbal d Empordà (offiziell: Open Internacional Femení Solgironès) ist ein Tennisturnier der WTA Challenger Series, das seit 2023 in der spanischen Stadt La Bisbal d’Empordà auf dem Gelände des Club Esportiu CT La Bisbal auf Sandplatz ausgetragen wird.
Zuvor wurden von 2016 bis 2022 an gleicher Stelle Turniere im Rahmen der ITF Women’s World Tennis Tour ausgetragen.

## Siegerliste

### Einzel
| Jahr | Siegerin          | Finalgegnerin   | Ergebnis      |
| ---- | ----------------- | --------------- | ------------- |
| 2023 | Arantxa Rus       | Panna Udvardy   | 7:62, 6:3     |
| 2024 | María Carlé       | Rebeka Masarova | 3:6, 6:1, 6:2 |
| 2025 | Darja Semeņistaja | Dalma Gálfi     | 5:7, 6:0, 6:4 |

### Doppel
| Jahr | Siegerinnen                       | Finalgegnerinnen                  | Ergebnis  |
| ---- | --------------------------------- | --------------------------------- | --------- |
| 2023 | Caroline Dolehide Diana Schneider | Aliona Bolsova Rebeka Masarova    | 7:65, 6:3 |
| 2024 | Miriam Kolodziejová Anna Sisková  | Tímea Babos Dalma Gálfi           | kampflos  |
| 2025 | Magali Kempen Anna Sisková        | Darja Semeņistaja Nina Stojanović | 7:61, 6:1 |